# El Chilar, Jalisco
El Chilar är en ort i Mexiko.   Den ligger i kommunen Ixtlahuacán del Río och delstaten Jalisco, i den centrala delen av landet, 500 km väster om huvudstaden Mexico City. El Chilar ligger 1 297 meter över havet och antalet invånare är 172.
Terrängen runt El Chilar är kuperad. Runt El Chilar är det ganska glesbefolkat, med 30 invånare per kvadratkilometer. Närmaste större samhälle är Zapopan, 15,6 km sydväst om El Chilar. I omgivningarna runt El Chilar växer huvudsakligen savannskog.